# Ravne, Železniki
Ravne so naselje v Občini Železniki.